# Acharávi
Acharávi (grec moderne : Αχαράβη) est une localité située dans le dème de Corfou-Nord, dans le district régional de Corfou, dans la périphérie des Îles Ioniennes, en Grèce.
Selon le recensement de 2021, elle compte 1 100 habitants.
Ce lieu de villégiature estivale s'est développé de part et d'autre de la route principale longeant la côte et ne comporte pas de réel centre-ville où de sites historiques à visiter. On y trouve essentiellement des petits hôtels, des appartements et des maisons de vacances ainsi de nombreux cafés, restaurants, tavernes et discothèques.
La plage relativement large et longue de 7 km constitue l'attraction principale d'Acharávi. L'arrière pays, vallonné et verdoyant, dans lequel se situe le massif montagneux du mont Pantokrátor (906 m), est également intéressant à visiter. Les vestiges d'un ancien manoir fortifié vénitien, la tour Dandolo, sont notamment observables au sud d'Acharávi. Des traces d'habitats de l'âge du bronze ont également été mises au jour dans la région.